# Tiger Woods PGA Tour 2005
Tiger Woods PGA Tour 2005 es un videojuego de deportes desarrollado por EA Redwood Shores para GameCube, Xbox y PlayStation 2 versiones, Headgate Studios para las versiones Microsoft Windows y Mac OS X, Sensory Sweep Studios para la versión Nintendo DS y EA Canada' s división Team Fusion para la versión PlayStation Portable y publicada por EA Sports para GameCube, Microsoft Windows, Xbox, PlayStation 2, Nintendo DS, PlayStation Portable y Mac OS X. Se planeó una versión N-Gage, pero nunca se lanzó.

## Jugabilidad
En esta iteración del linaje de Tiger Woods, se puede personalizar al golfista según el tipo de swing que usará, fuerza, habilidad para poner, suerte, etc., además de comprar accesorios y equipos que afectan tu juego. Se crean campos gastando "monedas legendarias" y ganar prestigio entre la comunidad de golf e impresionar incluso al propio Tiger.
Se usa la nueva "Tiger Vision" que permite ver cómo Tiger Woods jugaría el tiro, pero no se puede confiar en ello, ya que incluso Tiger a veces se equivoca. Se juega contra Hustler, un golfista creado y capturado en movimiento por Justin Timberlake.

## Recepción
Tiger Woods PGA Tour 2005 recibió críticas "generalmente favorables" en todas las plataformas excepto la versión para PC, que recibió "aclamación universal" y la versión DS, que recibió críticas "mixtas o promedio", según el agregador de reseñas Metacritic.